# Do Jeito Que a Gente Gosta
| Críticas profissionais | Críticas profissionais |
| Avaliações da crítica  | Avaliações da crítica  |
| Fonte                  | Avaliação              |
| ---------------------- | ---------------------- |
| Clique Music           | [ 1 ]                  |

Do Jeito que a Gente Gosta, lançado em 1984, é o sexto álbum da carreira da cantora e compositora brasileira Elba Ramalho. 
A música tema do álbum, "Do Jeito Que a Gente Gosta", escrita por Severo e Jaguar, fez grande sucesso nas paradas.

## Faixas
| N.º | Título                       | Compositor(es)                      | Duração |  |
| 1.  | "Azedo e Mascavo"            | Celso Adolfo                        |         |  |
| 2.  | "Toque de Amor"              | José Rocha e João Lyra              |         |  |
| 3.  | "Feitiço de Gafieira"        | Tadeu Mathias e Jaguar              |         |  |
| 4.  | "Amanheceu"                  | Zepa e Bráulio Tavares              |         |  |
| 5.  | "Moreno de Ouro"             | Carlos Fernando e Geraldo Amaral    |         |  |
| 6.  | "Forró do Poeirão"           | Cecéu                               |         |  |
| 7.  | "Do Jeito que a Gente Gosta" | Severo e Jaguar                     |         |  |
| 8.  | "Amor Eterno"                | Tadeu Mathias e Ana Amélia          |         |  |
| 9.  | "Calmaria"                   | Zé Américo e Salgado Maranhão       |         |  |
| 10. | "Energia"                    | Lula Queiroga                       |         |  |
| 11. | "Nordeste Independente"      | Bráulio Tavares e Ivanildo Vilanova |         |  |